# Чарльз Кінг (актор)
Чарльз Кінг (англ. Charles King; 31 жовтня 1886, Нью-Йорк, США — 11 січня 1944, Лондон, Англія) — американський актор водевілю і Бродвею, який також знявся в декількох фільмах. Він знявся як провідний актор у фільмі MGM Бродвейська мелодія (1929), який виграв премію Американської кіноакадемії за найкращий фільм.

## Біографія

### Ранні роки
Чарльз Дж. Кінг народився в Нью-Йорку 31 жовтня 1886 року, в сім'ї Томаса й Еллен Кінг, які народилися в Ірландії й іммігрувала до США в 1883 році, в них народилося одинадцять дітей, але тільки три дожили до 1900 року: Чарльз, Неллі й Мері.

### Театральна кар'єра
В 1908 році Кінг почав бродвейську кар'єру; його перша відома роль була в ревю Світ мімів. У 1910-х роках його партнером була Елізабет Бріс, з якою він зіграв у виставах Тонка принцеса, Приваблива вдова, Дивіться під ноги і Міс 1917. Кінг продовжував з'являтися в багатьох успішних бродвейських виставах протягом 1920-х років, в тому числі Скандали Джорджа Вайта (1921), Маленька Неллі Келлі, Потрапити на палубу і Караул.

### Кінокар'єра
Наприкінці 1928 року, як і багато інших театральних колег, Чарльз Кінг вирушив до Голлівуду, щоб почати зніматися в кіно. Його кінодебют відбувся, як провідного актора у фільмі MGM Бродвейська мелодія (1929). Кінг знявся також в інших хітах, таких як Голлівудське рев'ю 1929 року (1929) і У гонитві за веселкою (1930), які не могли витримати популярності першого його фільму. До кінця 1930 року, він повернувся на сцену Бродвею, де він виступав до кінця своєї кар'єри.

### Смерть
Чарльз Кінг помер в Лондоні в 1944 році від пневмонії, у віці 57 років.

## Фільмографія
- 1929 — Бродвейська мелодія / The Broadway Melody —  Едді Керні
- 1929 — Голлівудське рев'ю 1929 року / The Hollywood Revue of 1929 — камео
- 1930 — Марш часу / The March of Time
- 1930 — У гонитві за веселкою / Chasing Rainbows — Террі Фей
- 1930 — Дистанційне керування / Remote Control — Сем Фергюсон
- 1932 — Леді не дозволять / Ladies Not Allowed
- 1933 — Боротьба Парсона / The Fighting Parson — бандит Майк
- 1944 — Цей щасливий народ / This Happy Breed